# Боевой киносборник № 2
«Боевой киносборник № 2» — второй фильм серии из тринадцати боевых киносборников, вышедших в годы Великой Отечественной войны. Киносборник выпущен на экраны 11 августа 1941 года.

## «Встреча»

### Сюжет
Осенью 1939 года немецкие войска заняли Западную Белоруссию, сея смерть и разрушения.
На оккупированной территории в крестьянском доме пьют кофе немецкие офицеры. Один из них пожелал пить кофе по-варшавски и требует от хозяйки молока. Та отказывает, говорит, что молока нет. Спустя несколько минут в дом стучится крестьянин, несущий на руках больную девочку. Хозяйка сразу же достаёт молоко для девочки. Увидев это, немецкий офицер стреляет в кружку с молоком. Крестьянин набрасывается на офицера, завязывается драка. В результате всю крестьянскую семью и крестьянина с девочкой расстреливают. Чудом уцелевший при расстреле, но раненый, крестьянин выходит к советской границе, где его подбирают наши пограничники.
Прошло два года. Идут бои у границы СССР. Вылечившийся крестьянин призван в Красную армию, теперь он пулемётчик. В штыковой атаке он встречается лицом к лицу с тем самым офицером, который когда-то расстреливал его.

### Актёры
- Владимир Лукин — белорус Котко
- Дмитрий Миловзоров — Карл, немецкий офицер
- Владимир Крюгер — 2-й немецкий офицер
- Зинаида Воркуль — молодая женщина
- Урсула Круг — хозяйка избы
- Владимир Гардин — расстреливаемый (нет в титрах)
- Евгений Немченко — солдат (нет в титрах)
- Андрей Карасёв — расстреливаемый (нет в титрах)
- Татьяна Гурецкая — расстреливаемая женщина (нет в титрах)

### Съёмочная группа
- Режиссер — Владимир Фейнберг
- Сценаристы — Владимир Беляев, Михаил Розенберг
- Оператор — Евгений Величко

## «Один из многих»

### Сюжет
К Ленинграду приближается несколько вражеских бомбардировщиков. Один самолёт сбивают советские зенитчики. Пилот самолёта уцелел. Его обыскивают. Он просит не расстреливать его, так как «он этого не любит». Под комбинезоном у немецкого лётчика обнаруживаются Железный крест и орденская планка с серией наград за уже порабощённые страны Европы. Как поясняет советский офицер: его специальность — детоубийство, он бомбит мирное население. Также при обыске находят фотокарточку Гитлера, на которой написано по-немецки: «Будь всегда первым». Советский офицер поправляет: «Ты у нас не первый, да и не последний, ты — один из многих».

### Актёры
- Борис Блинов — Морозов, старший лейтенант-артиллерист
- Иван Кузнецов — Михайлов, зенитчик, младший лейтенант
- Александр Мельников — Пчёлкин, зенитчик
- Михаил Екатериненский — немецкий лётчик
- Иван Селянин — Селянин, красноармеец (нет в титрах)

### Съёмочная группа
- Режиссер — Виктор Эйсымонт
- Сценаристы — Юрий Герман, Иоганн Зельцер, Александр Штейн
- Оператор — Владимир Рапопорт

## «У старой няни»

### Сюжет
Воспитанный няней, служившей в немецкой семье, Вилли уехал в Германию, где стал убеждённым нацистом и прошёл диверсионную подготовку. После заброски в тыл к нашим войскам Вилли первым делом идёт к няне — подлатать одежду и разузнать обстановку в городе. Но няня и её внук раскусили диверсанта и смогли сообщить о нём в милицию. Враг арестован.

### Актёры
- Татьяна Сукова — тетя Паша, няня
- Павел Суханов — Вилли
- Володя Чекалов — внук
- Пётр Кириллов — следователь (нет в титрах)
- Евгений Немченко — милиционер (нет в титрах)

### Съёмочная группа
- Режиссер — Евгений Червяков
- Сценаристы — Владимир Беляев, Михаил Розенберг
- Оператор — Александр Ксенофонтов
- Художник — Александр Блэк

## «Сто за одного»

### Сюжет
За убийство югославским патриотом немецкого офицера гитлеровцы готовятся расстрелять сто заложников. С помощью лопат, выданных для рытья собственной могилы, обречённые на смерть уничтожают немецкую охрану и уходят в горы к партизанам.

### Актёры
- Лариса Емельянцева — девушка-сербиянка
- Лев Бордуков — Юрий Горошанин
- Борис Пославский — Крапич, доктор
- Александр Виолинов — немецкий офицер (нет в титрах)
- Борис Шлихтинг — немецкий солдат (нет в титрах)
- Павел Суханов — немецкий солдат (нет в титрах)
- Андрей Костричкин — немецкий солдат (нет в титрах)
- Евгений Немченко — Янко (нет в титрах)
- Зинаида Карпова — женщина с ребёнком (нет в титрах)
- Елена Кириллова — мать (нет в титрах)
- Иван Сизов — старик Данила (нет в титрах)

### Съёмочная группа
- Режиссёр — Герберт Раппапорт
- Сценаристы — Всеволод Воеводин, Евгений Рысс
- Оператор — Хечо Назарьянц
- Художник — Семён Мейнкин

## «Случай на телеграфе»
Наполеон заходит в телеграфную контору, чтобы послать Гитлеру срочную телеграмму: «Не советую зпт пробовал зпт не вышло тчк Наполеон».
В финальной части сборника звучит песня «На врага, за Родину, вперёд!» (музыка Исаака Дунаевского, слова Василия Лебедева-Кумача).

### Актёры
- Владимир Канцель — Наполеон
- Анна Сергеева — телеграфистка

### Съёмочная группа
- Режиссеры — Лео Арнштам, Григорий Козинцев
- Сценарист — Лео Арнштам